# Liste der Provinzialstraßen in Brabant

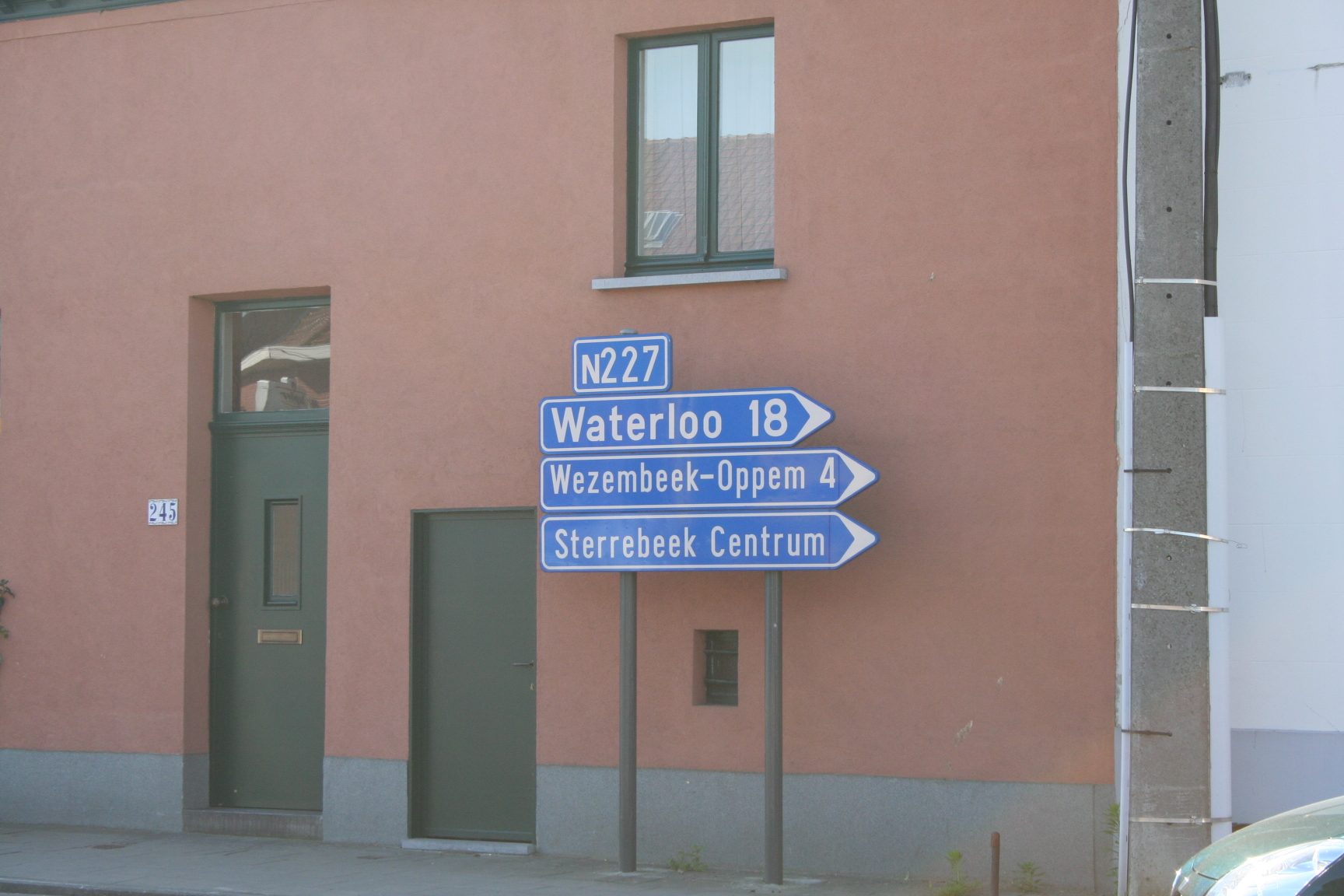
Die Provinzialstraße 227 in Brabant

Die Liste der Provinzialstraßen in Brabant listet die Provinzialstraßen in der ehemaligen belgischen Provinz Brabant auf. Diese Straßen werden wegen ihrer Einbeziehung in das belgische Netz der N-Straßen auch als quartäre (= in der vierten Kategorie) Nationalstraßen bezeichnet.
Bei der Vergabe der Straßennummern war Brabant noch eine Provinz. Mittlerweile gibt es auf dem Territorium dieser ehemaligen Provinz die Region Brüssel-Hauptstadt sowie die Provinzen Flämisch-Brabant und Wallonisch-Brabant.

## Provinzziffern
Die Provinzialstraßen werden in Belgien mit dem Buchstaben N und einer dreistelligen Zahl dargestellt. Die erste Ziffer gibt die jeweilige Provinz an. In Brabant ist dies die Ziffer 2.
Die weiteren Provinzialstraßen tragen in den anderen Provinzen die folgenden Anfangsziffern:
- 1 Antwerpen
- 3 Westflandern
- 4 Ostflandern
- 5 Hennegau
- 6 Lüttich
- 7 Limburg
- 8 Luxemburg
- 9 Namur

## Provinzziffer 2
Der Straßenverlauf wird in der Regel von Nord nach Süd und von West nach Ost angegeben.
| Nr.   | Verlauf |
| ----- | --- |
| N 200 | N 290 in Jette – – Freie Universität Brüssel, Standort Jette – N 290 in Jette |
| N 201 | in Brüssel – N 277 – R 20 in Brüssel |
| N 202 | N 211 in Grimbergen – – Strombeek-Bever – /N 276/N 277 |
| N 203 | / in Halle – N 28 – Sint-Rochus – in Essenbeek |
| N 207 | N 208 in Liedekerke – Ledeberg |
| N 208 | Teralfene-Nord – Teralfene – N 207 in Liedekerke |
| N 211 | N 47 in Mazenzele – Opwijk – Merchtem – N 296 – Wolvertem – N 277 – – N 276 – Grimbergen – N 202 – N 260 – Vilvoorde – – R 22 – Machelen – N 278 – – N 21 – Flughafen Brüssel-Zaventem                                                            |
| N 212 | (N 212 in der Provinz Antwerpen) – Provinzgrenze – Averbode – N 165 – Zichem – N 10 in Scherpenheuvel |
| N 221 | R 27 in Tienen – Hoegaarden – N 29 |
| N 223 | N 19 in Aarschot – R 25 – – Nieuwrode – Sint-Joris-Winge – – Binkom – Vissenaken – in Tienen |
| N 227 | (N 227 in der Provinz Antwerpen) – Provinzgrenze – Hofstade – N 267 – Elewijt – N 270 – Boekt – Perk – N 278 – N 21 – Steenokkerzeel – Nossegem – – – Sterrebeek – in Wezembeek-Oppem                                                             |
| N 229 | N 21 in Werchter – Rotselaar – N 19 |
| N 234 | in Boutersem – Vertrijk – – Neervelp – Opvelp |
| N 237 | Ottignies – Mousty – Wisterzée – N 275 – Court-Saint-Etienne – N 25 – Bousval – Ways – – Genappe – N 93 in Thines |
| N 238 | Wavre – – Limelette – N 25 in Louvain-la-Neuve |
| N 239 | N 243 in Wavre – in Wavre |
| N 240 | N 25 in Grez-Doiceau – N 91 – Jodoigne – N 29 – Énines – Jauche – N 279 – Jandrain-Jandrenouille – Provinzgrenze – (N 240 in der Provinz Lüttich)                                                                                                 |
| N 243 | N 239 in Wavre – – N 25 – Chaumont-Gistoux – N 29 – Thorembais-Saint-Trond – Perwez – N 91 in Grand-Rosière-Ottomont |
| N 251 | R 23 in Löwen – Heverlee – N 25 in Blanden |
| N 253 | in Löwen – Egenhoven – Korbeek-Dijle – Neerijse – Loonbeek – Huldenberg – Overijse – – Maleizen – La Hulpe – N 275 – – /N 27 in Mont-Saint-Jean                                                                                                   |
| N 255 | (N 255 in der Provinz Ostflandern) – Provinzgrenze – Vollezele – N 272 – Herne – N 269 – N 495 – Provinzgrenze – (N 255 in der Provinz Hennegau)                                                                                                  |
| N 257 | in Wavre – – Bierges-Nordwest |
| N 258 | N 10 – |
| N 260 | N 211 in Grimbergen-Ost – N 211 – R 21 in Neder-Over-Heembeek |
| N 262 | am Flughafen Brüssel-Zaventem – in Zaventem |
| N 263 | (N 263 in der Provinz Ostflandern) – Provinzgrenze – ohne Ort, ohne Abzweig einer klassifizierten Straße – Provinzgrenze – (N 263 in der Provinz Hennegau)                                                                                        |
| N 266 | Cureghem/Kuregem – |
| N 267 | in Zemst – Weerde – – N 227 – Schiplaken – N 26 in Prinsenhoek |
| N 268 | in Wavre – Basse-Wavre – Gastuche – N 25 in Grez-Doiceau |
| N 269 | N 495 – N 255 in Herne |
| N 270 | in Eppegem – N 227 in Elewijt |
| N 271 | N 275 in La Hulpe – Ohain – Lasne – Couture-Saint-Germain – Maransart – Gabbais – in Genappe |
| N 272 | (N 272 in der Provinz Ostflandern) – Provinzgrenze – Galmaarden – Tollembeek – N 255 – N 285 – Kester – N 28 in Pepingen |
| N 273 | in Blanmont – Perbais – Chastre – Cortil-Noirmont – Saint-Géry – Provinzgrenze – (N 273 in der Provinz Namur) |
| N 275 | Watermael-Boitsfort/Watermaal-Bosvoorde – Hoeilaart – La Hulpe – N 251 – N 271 – Genval – Rixensart – Rofessart – Limauge – Wisterzée – N 237 – Court-Saint-Etienne – N 25 – Faux – La Roche – Tangissart – Villers-la-Ville – N 93 in Marbais    |
| N 276 | in Ramsdonk, Industriegebiet-Nord – in Ramsdonk, Industriegebiet-Süd – … – N 211 in Wolvertem – Strombeek-Bever – N 202 |
| N 277 | N 211 in Wolvertem – Strombeek-Bever – N 202 – … – in Neder-Over-Heembeek – Laeken/Laken – N 201 – N 21 in Schaerbeek/Schaarbeek |
| N 278 | N 211 in Machelen – Peutie – N 227 in Perk |
| N 279 | in Linter – N 283 – Overhespen – Ezemaal – Neerheylissem – Hélécine – Opheylissem – N 64 – – Noduwez – Orp-le-Grand – Orp-le-Petit – N 240 – Jauche – Autre-Église – Gérompont – N 91 in Geest-Gérompont-Petit-Rosière                            |
| N 280 | in Rebecq – Provinzgrenze – (N 280 in der Provinz Hennegau) – Provinzgrenze – Virginal-Samme – Ittre-West |
| N 283 | N 279 in Linter – Neerhespen – Rumsdorp – Landen – N 80 in Walshoutem |
| N 285 | in Asse – Ternat – Wambeek – – Gooik – Leerbeek – N 28 – Kester – N 272 – Provinzgrenze – (N 285 in der Provinz Hennegau) – Provinzgrenze – ohne Ort, ohne Abzweig einer klassifizierten Straße – Provinzgrenze – (N 285 in der Provinz Hennegau) |
| N 286 | Wespelaar – Wakkerzeel |
| N 290 | N 296 in Wemmel – – N 200 – Jette – N 200 – Ganshoren |
| N 296 | N 211 in Merchtem – Brussegem – Ossel – N 290 in Wemmel |

## Provinzziffern 1, 4, 5 und 7
Der Straßenverlauf wird in der Regel von Nord nach Süd und von West nach Ost angegeben.
| Nr.   | Verlauf |
| ----- | --- |
| N 127 | (N 127 in der Provinz Limburg) – Provinzgrenze – R 26 in Diest                                                                                        |
| N 165 | (N 165 in der Provinz Limburg) – Provinzgrenze – N 212 in Averbode                                                                                    |
| N 174 | (N 174 in der Provinz Limburg) – Provinzgrenze – N 29 in Diest                                                                                        |
| N 411 | (N 411 in der Provinz Ostflandern) – Provinzgrenze – N 47 in Nijverseel                                                                               |
| N 495 | (N 495 in der Provinz Ostflandern) – Provinzgrenze – Herhout – N 269 – N 255                                                                          |
| N 533 | (N 533 in der Provinz Hennegau) – Provinzgrenze – Monstreux – R 24 in Nivelles                                                                        |
| N 586 | N 27 in Nivelles – R 24 – Provinzgrenze – (N 586 in der Provinz Hennegau)                                                                             |
| N 716 | (N 716 in der Provinz Limburg) – Provinzgrenze – ohne Ort, ohne Abzweig einer klassifizierten Straße – Provinzgrenze – (N 716 in der Provinz Limburg) |
| N 725 | (N 725 in der Provinz Limburg) – Provinzgrenze – ohne Ort, ohne Abzweig einer klassifizierten Straße – Provinzgrenze – (N 725 in der Provinz Limburg) |